# Андреев, Алексей Николаевич
Алексей Николаевич Андреев (латыш. Aleksejs Andrejevs; 15 августа 1905, Санкт-Петербург — 3 ноября 1949, США) — латвийский футболист, нападающий. Выступал за сборную Латвии. Позднее — оперный певец.

## Биография
Родился в Санкт-Петербурге в семье оперного певца Николая Васильевича Андреева и певицы Анны Григорьевны Жеребцовой-Андреевой (1868—1944). После смерти отца, в 16-летнем возрасте переехал с матерью и сестрой Кирой в Ригу.
Футбольную карьеру начинал в клубах из Риги, выступавших в соревнованиях городского уровня — «Яунеклю кристига савиениба» и «Унион». Вызывался в сборную города Риги. В 1928 году присоединился ко вновь основанному клубу «Ригас Вандерерс», участник его первого матча — 13 мая 1928 года против таллинского «Спорта». Со своим клубом победил в турнире класса «Б» чемпионата Риги (1928) и класса «А» городского первенства (1929). В 1930 году дебютировал в высшей лиге Латвии, где его клуб занял в том сезоне третье место. Перед началом сезона 1932 года планировал завершить спортивную карьеру, однако остался и принял участие в нескольких матчах, его клуб завоевал серебряные награды чемпионата, уступив в «золотом матче».
Сыграл один матч за национальную сборную Латвии — 31 августа 1931 года в рамках Кубка Балтии против сборной Литвы.
После окончания спортивной карьеры некоторое время работал клерком в посольстве США в Риге. Владел несколькими языками — английским, немецким, русским, латышским. Учился пению у своей матери и принимал участие в любительских выступлениях.
В 1936 году решил стать профессиональным певцом и присоединился к труппе Лиепайского оперного театра, проработал там три сезона. Исполнял главную партию в опере «Фауст» Ш. Гуно, партию Марио Каварадоси в опере «Тоска» Дж. Пуччини и партию Князя в опере А. Даргомыжского «Русалка». Вместе с театром выступал на гастролях в Риге. Также давал сольные концерты и выступал на Рижском радио. В 1939 году покинул Лиепаю и вступил в Донской казачий хор под управлением Сергея Жарова, с которым в сентябре 1939 года отправился на гастроли в США и в Латвию больше не вернулся.
В 1943 году был призван в американскую армию, но в боевых действиях участия не принимал. После окончания войны работал в сфере торговли.
Умер в 1949 году. Похоронен на Национальном кладбище Лонг-Айленда.

## Достижения
- Серебряный призёр чемпионата Латвии по футболу: 1932
- Бронзовый призёр чемпионата Латвии: 1930

## Личная жизнь
В 1942 году в Америке женился на скрипачке Соне Портер (1911—1990). Дочь Катрина (1946—1992).